# Sonja Gerstner
Sonja Gerstner (* 13. Juni 1952 in Berlin; † 8. März 1971 ebenda) war eine deutsche Malerin und Schriftstellerin.

## Leben
Sonja Gerstner, jüngere Tochter des DDR-Journalisten Karl-Heinz Gerstner und der Modejournalistin Sibylle Boden-Gerstner, Gründerin der DDR-Modezeitschrift Sibylle, sowie Schwester Daniela Dahns, galt als lebensfrohes, hochtalentiertes Kind. Nach einem ungeklärten Vorfall in der Schule, bei dem sie einen Stupor erlitt, zeigte sie mit 16 bis 17 Jahren erste Symptome einer psychotischen Erkrankung. Mehrere Aufenthalte in der geschlossenen akutpsychiatrischen Station (mit Insulinkoma- und Elektrokonvulsionstherapie) verstärkten ihre Hilflosigkeit und seelische Isolation. Ihre Versuche, sich verständlich zu machen, wurden zumeist ignoriert. Forderungen der Eltern nach anderen Behandlungsmethoden und psychotherapeutischer Betreuung blieben erfolglos. Gerstner bekam Schwierigkeiten in Schule/Ausbildung, sollte sich auf den Rat der Ärzte hin von ihrem Freund Peer trennen. Nach ihrem dritten Klinikaufenthalt wurde sie im Dezember 1970 entlassen. Sie bezog eine eigene Wohnung, fühlte sich jedoch einsam und lebensunfähig. Am 8. März 1971 setzte sie ihrem Leben mit Gas ein Ende.

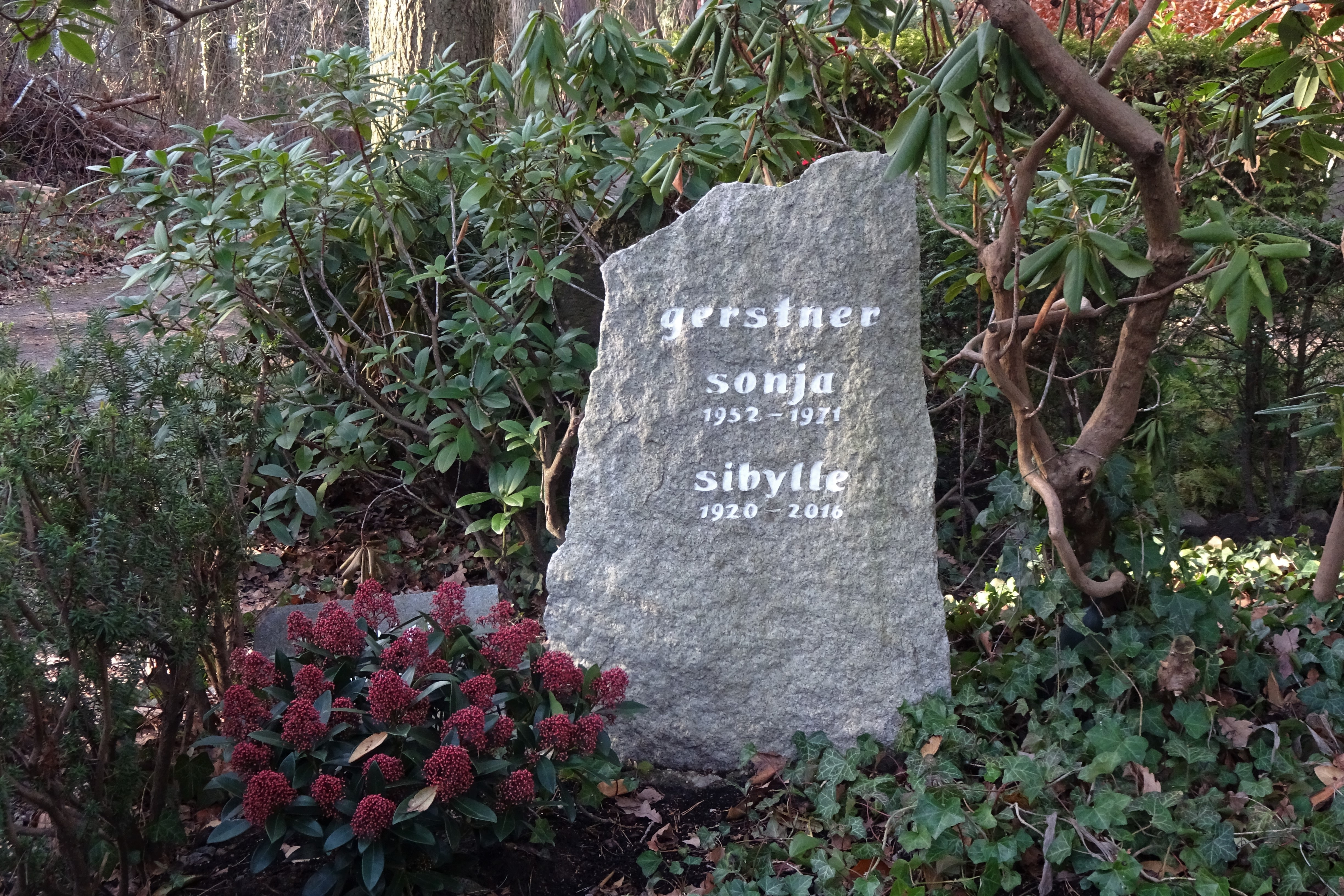
Grabstein für Sonja Gerstner und ihre Mutter Sibylle Boden-Gerstner auf dem Waldfriedhof Kleinmachnow

Nach dem Tod von Sonja Gerstner veröffentlichte die Mutter unter dem Pseudonym Sibylle Muthesius ein viel beachtetes Buch unter dem Titel Flucht in die Wolken über ihre Tochter, das neben Texten mit farbigen Reproduktionen vieler ihrer Bilder ausgestattet ist; es erschien 1981 in der DDR, ein Jahr später in der Bundesrepublik Deutschland. Ausstellungen der Bilder und Dokumente folgten.

## Werke
Auch während ihrer Aufenthalte in psychiatrischen Kliniken vertraute Sonja Gerstner ihre Hoffnungen und Ängste ihrem Tagebuch an. Daneben schrieb sie Gedichte, Lieder und Briefe. Vor allem seit der mutmaßlich ersten psychotischen Episode äußerte sich ihre bildnerische Begabung in surrealistisch-expressionistischen Gemälden und Zeichnungen. „Darin bearbeitete sie ihre Liebe zu „Peer“ und ihre ersten schuldhaft empfundenen sexuellen Erfahrungen, aber auch ihre Verzweiflung, Ängste und Suizidgedanken“.
„Sie war vielfältig begabt, hochsensibel, äußerst kreativ. Diese Eigenschaften berechtigten Sonja Gerstner zu der schönen Hoffnung, eine achtbare Künstlerin zu werden. (…) In Bildern, Tagebüchern, Briefen und Gedichten versucht die verstörte junge Frau, ihre Gefühle und Ängste zu verarbeiten. Trotz aller inneren Nöte siegt ihre Liebe zum Leben, zu den Menschen – zunächst.“
Mit 150 Werken befindet sich ein großer Teil von Sonja Gerstners Gemälden und Zeichnungen als Dauerleihgabe in der Prinzhorn-Sammlung der Universität Heidelberg; sie wurden 2007 von der Mutter übergeben. Ihre Tagebücher, Briefe und andere Texte werden von der Familie archiviert.

## Psychiatriegeschichtliche Bedeutung
Das Schicksal Sonja Gerstners bildete die Grundlage für das wohl erste, auf jeden Fall aber populärste psychiatriekritische Buch in der DDR, in dem die Situation in den psychiatrischen Einrichtungen recht authentisch beschrieben wird und Behandlungsmethoden wie die Insulinkomatherapie und die Elektrokonvulsionstherapie, aber auch die Isolierung in ihren Auswirkungen auf die Patienten drastisch dargestellt werden. Diese deutliche Kritik hatte zur Folge, dass das Buch vor Erscheinen ein mehrjähriges Genehmigungsverfahren durchlaufen musste, bis es 1981 erscheinen konnte.
„Flucht in die Wolken (...) avancierte durch die kritische Spiegelung der therapeutischen Praxis, die sensible Darstellung psychischer Krankheit und den Tabubruch, Theorien von Sigmund Freud und C. G. Jung zur Interpretation psychischer Krankheiten zu nutzen, in der DDR schnell zum Erfolgsbuch (Übersetzt in acht Sprachen).“
„Aus dem Buch läßt sich die Erkenntnis gewinnen, daß das Elend in der Psychiatrie gesamtdeutsch ist“, resümierte der Spiegel 1982 zum Erscheinen der westdeutschen Ausgabe.

## Ausstellungen
- Bilder und Texte von Sonja Gerstner. (Galerie L.A., Leipzig, Mai/Juli 2004)[9]
- Psychiatrie im Spiegel eines DDR-Kultbuchs. (Sächsisches Psychiatriemuseum Leipzig, Sept./Dez. 2005)[10]
- Das Weltrettungsprojekt. (Kulturverein Zehntscheuer Rottenburg, 2009) (Beteiligung)[11]
- Sexualität und Sehnsucht. (Museum für Kunst und Kulturgeschichte Dortmund, 2010/2011) (Beteiligung)[12][13]
- Sinnsuche und Krise. Kabinettausstellung im Rahmen des 6. Fotofestivals Mannheim Ludwigshafen Heidelberg Ich-Fest & Selbst-Stress. (Sammlung Prinzhorn, Universitätsklinikum Heidelberg, 2015) (zusammen mit Marcia Blaessle)[14]

## Tagebuchbearbeitungen
- Sibylle Muthesius: Flucht in die Wolken. Buchverlag Der Morgen, Berlin/DDR 1981. (Eine Zusammenstellung von Gedichten/Songtexten, Tagebuch- und Briefauszügen Sonja Gerstners, Reproduktionen ihrer Gemälde, Erinnerungen und Interpretationen der Mutter sowie von ihr hinzugefügten Literaturzitaten. Mehrere, leicht unterschiedliche Auflagen.)
  - Flucht in die Wolken. S. Fischer, Frankfurt am Main 1982, ISBN 3-10-050703-7. (Nachwort Margarete Mitscherlich)
  - Felhőgyerek. Magvető Kiadó, Budapest 1984, ISBN 963-14-0281-9.
  - Pony ou la fuite dans les nuages.  Robert Laffont, Paris 1984, ISBN 978-2-221-02341-9.
  - Bijeg u oblake.  Globus, Zagreb 1987, ISBN 86-343-0202-4.
  - Flucht in die Wolken. Morgenbuchverlag, Berlin 1992, ISBN 3-371-00361-2. (Textlich gekürzte Nach-Wende-Ausgabe ohne farbige Gemäldereproduktionen)

- Auf Grundlage des Buches entstand ein gleichnamiges Theaterstück von Heike Schmidt. Es wurde in der Spielzeit 1991/1992 von den Uckermärkischen Bühnen Schwedt uraufgeführt. Ulrich Schroedter (Gruppe Takayo) vertonte Songtexte von Sonja Gerstner.[15]

## Autobiografie des Vaters
- Karl-Heinz Gerstner: Sachlich, kritisch, optimistisch. edition ost, Berlin 1999, ISBN 3-932180-78-X.